# Friedrich Julius von Kolkow
Friedrich Julius von Kolkow (Danzig (Pruisen), 31 juli 1839 – Groningen, 4 augustus 1914) was een Pruisisch fotograaf, die zich in 1863 in de stad Groningen vestigde. In 1877 liet hij zich naturaliseren tot Nederlander. Hij liet zijn voornaam graag afkorten tot 'Fr. Julius von Kolkow', daar de afkorting Fr. in het Duits staat voor de adellijke titel Freiherr. In de volksmond werd hij daarom ook wel met het Nederlandse equivalent 'Baron' von Kolkow aangesproken.
Von Kolkow was een veelzijdig fotograaf. Binnen Nederland was hij een pionier op het gebied van de wetenschappelijke fotografie en de kleurenfotografie. Verder hield hij zich veel bezig met architectuurfotografie, met name met die van de stad Groningen en hield hij zich bezig met microfotografie en werkte hij met fotolithografieën.
Von Kolkow zag fotografie in de eerste plaats als een functionele techniek en veel minder als een kunstzinnige uiting. Omdat Von Kolkow zich niet of nauwelijks mengde in discussies over de fotografie met tijdgenoten, die vooral gingen over fotografie als kunstuiting, werd hij na zijn dood snel vergeten. Hij zou kunnen worden gezien als een proponent avant la lettre van de zakelijke Nieuwe Fotografie die vanaf 1920 opgang deed in de fotografie.

## Biografie

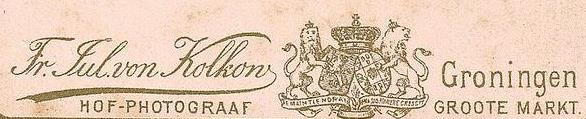
Logo van Von Kolkow

Von Kolkow werd geboren als zoon van koopman Friedrich Reinhard von Kolkow en Julia Charlotte Moldenhauer. Aangezien hij in 1905 zijn vijftigjarig jubileum als fotograaf vierde, zal hij rond 1855 begonnen zijn met fotograferen, al had hij bij zijn inschrijving in Groningen nog geen beroep.
Nadat fotograaf Carl Georg Hunerjäger zich in 1862 in Groningen had gevestigd, besloot een jaar later ook Von Kolkow om zich in deze stad te vestigen. Hij kwam in een tijd dat veel Duitse fotografen zich in Groningen vestigden om aan de grote concurrentie in Duitsland te ontsnappen. Von Kolkow ging bij Hunerjäger wonen aan de Oude Boteringestraat. Hunerjäger had het fotograferen ook geleerd aan de eerste fotograaf van Groningen; Herman Wolthers Jzn., die in 1850 zijn fotoatelier opende in Groningen.
Hunerjäger had reeds een zakelijk partnerschap met de Groningse steendrukker Ernestus Daniel Hendrikus Schutter. In 1864 trok Hunerjäger zich waarschijnlijk terug uit het bedrijf. Dat jaar richtte Von Kolkow samen met Schutter en diens zwager Hendrikus Petrus Braaksma de firma Von Kolkow & Co op. In 1865 werd een atelier geopend door deze firma aan de Oude Boteringestraat A250, waar Hunerjäger eerder zijn bedrijf hield en dat eigendom vormde van Schutter. Hetzelfde jaar werd Von Kolkow lid van het Natuurkundig Genootschap te Groningen. Door Kolkow's inventiviteit en deskundigheid groeide hij al snel uit tot een fotograaf van naam en faam. Zijn belangrijkste concurrenten in de fotografie in Groningen waren eerst Johannes Hinderikus Egenberger en vanaf ongeveer 1875 Johannes Gerardus Kramer en nog later Abraham Salomon Weinberg. Van Egenberger zou hij volgens een onbevestigde bron uit 1932 zelfs het vak hebben geleerd.
Vanaf 1868 adverteerde Von Kolkow met 'stereoscopische gezigten van Groningen'. Hiermee was hij een van de pioniers op dit gebied in Groningen. Het was destijds een zeer bewerkelijk proces, daar tot de ontdekking van de 'droge' zilvergelatinedruk hiervoor vooraf 'natte' collodiumplaten moesten worden gemaakt in het eigen atelier. Hij zou later nog vele andere foto's maken van Groningen. In 1869 kreeg hij onenigheid met zijn zakenpartners en besloot daarop voor zichzelf te beginnen. In 1870 opende hij zijn nieuwe zaak aan de Oosterstraat. Daar werkte hij ook met zijn zus, de fotografe Clara Anna Eliza von Kolkow (Danzig, 17 januari 1847) die in 1874 weer terugkeerde naar Dantzig.

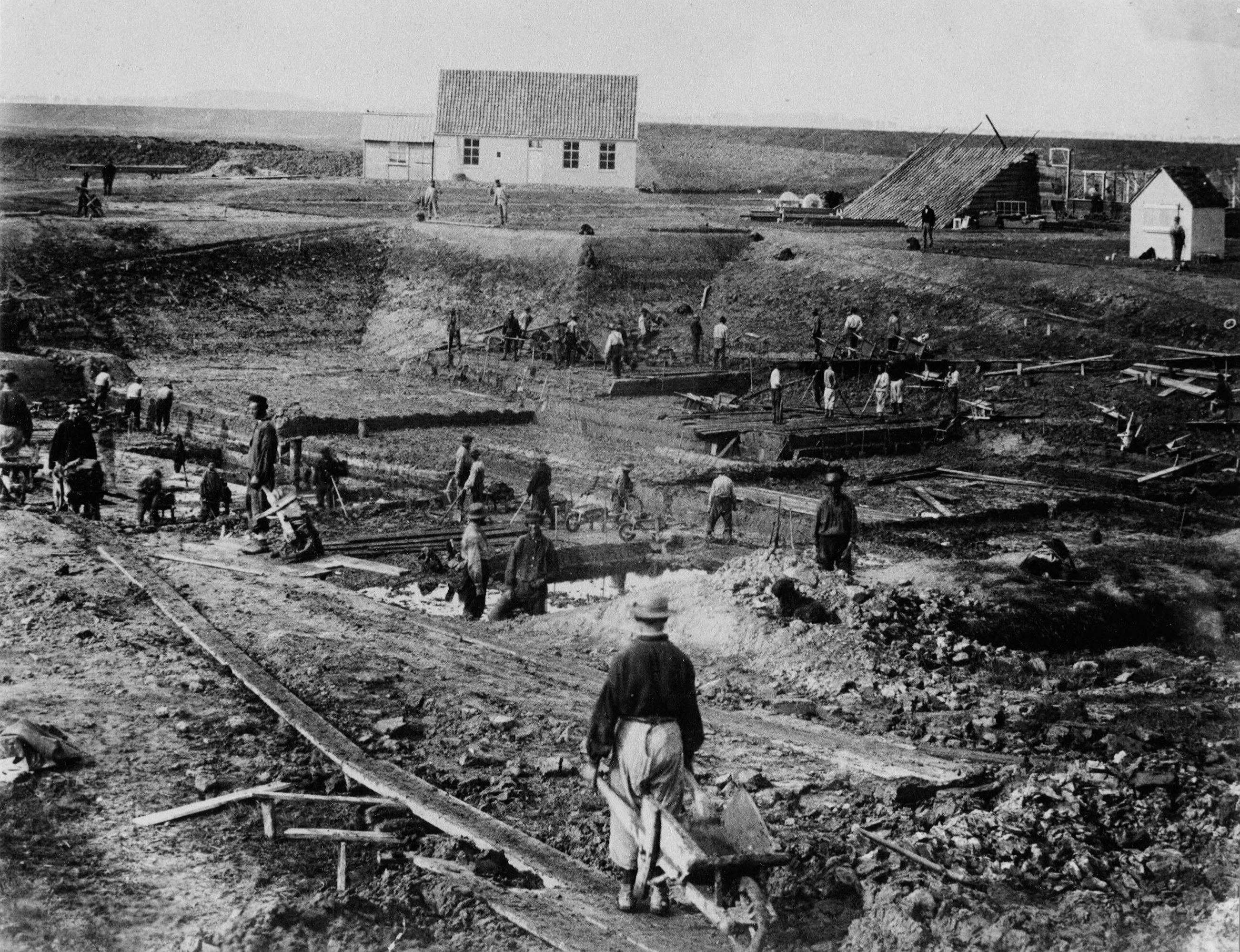
Foto van Von Kolkow van de aanleg van de spilsluis van Nieuwe Statenzijl in 1875

In 1872 maakte hij foto's van het Czaar Peterhuisje in Zaandam, die daar als souvenirs werden verkocht. Ook begon hij dat jaar met het maken van architectuurfoto's van de stadspoorten van Groningen. In de daaropvolgende jaren wist hij een opdracht bij het Ministerie van Binnenlandse Zaken los te peuteren om alle Groninger stadspoorten te fotograferen als monumenten alvorens deze werden gesloopt. Het ministerie was echter niet bereid om hem een opdracht te geven voor alle noordelijke provinciën. Het vervaardigen van de afdrukken van de poorten vergde bijna drie jaren, waarvoor Von Kolkow richting zijn opdrachtgever als verontschuldiging aanvoerde dat hij het druk had met andere werkzaamheden en dat alle stadspoorten in kooldruk werden vervaardigd. Over de resultaten was zijn correspondent bij het Rijk, Wouter Lucas van den Biesheuvel Schiffer, echter niet altijd even tevreden. Zo schreef hij Von Kolkow bijvoorbeeld over zijn opnamen van de Steentilpoort dat deze "niet plaats gevonden [had] conform mijn voorschrift. Ik heb namelijk den wensch uitgesproken, dat bij die uit een bouwkundig oogpunt weinig beteekenende poort tevens zouden worden opgenomen een paar ook in Groningen meer en meer verdwijnende trapgevels, (...). Het blijkt dat ik daardoor bij den photograaf het denkbeeld heb opgewekt, dat ik daar verlangde één zogenaamd stadsgezicht. Intusschen, de poort is zichtbaar en in zoverre is het doel bereikt."
Volgens de jaarverslagen van het Natuurkundig Genootschap begon Von Kolkow zich vanaf 1875 ook toe te leggen op microfotografie. Foto's van microscopische preparaten werden door hem soms omgezet in lantaarnplaatjes, die door hoogleraren als Dirk Huizinga, Enno Dirk Wiersma en Petrus de Boer werden gebruikt bij hun lessen. Von Kolkow maakte ook veel fotoportretten van hoogleraren.
In 1882 trouwde Von Kolkow met Hermine Sophie Philippine Röbbelen, wier eerste man Wilhelm Brandes was gestorven. Ze bracht haar vierjarig dochtertje mee op hun huwelijk. In veel secundaire literatuur staat vermeld dat Von Kolkow zijn atelier in januari 1883 naar de Grote Markt verplaatste, aan het begin van de Kreupelstraat nabij de Martinitoren. Deze verhuizing vond echter twee jaar later plaats, in november 1884. Evenals voorheen in de Oosterstraat, was het atelier gevestigd op de zolderetage; wonen deed hij op de verdieping eronder. Het oude atelier werd overgenomen door E. Sanders.
In 1900 overleed de vrouw van Von Kolkow. Hem werd toestemming verleend om haar te mogen begraven in Duitsland.
In 1906 werd Von Kolkow lid van de Nederlandsche Fotografen Kunstkring (NFK). In 1910 nam hij deel aan het vijfde 'Congrès International de Photographie' in Brussel. In de twee jaren erna probeerde hij bij het stadsbestuur van Groningen tevergeefs toestemming te krijgen voor het geven van bioscoopvoorstellingen middels een cinematograaf.
Zijn leven liep echter ten einde en hij probeerde tevergeefs een opvolger te vinden voor zijn zaak. Zijn huiseigenaar wilde echter geen zaak meer in het pand en stelde Von Kolkow als ultimatum dat hij voor 1 januari 1913 uit het pand moest zijn. Von Kolkow had geen locatie beschikbaar voor een nieuw atelier en probeerde nog toestemming te verkrijgen om zijn inventaris onder te brengen in het gebouw 'Toevluchtsoord' in de Sint-Jansstraat iets ten oosten van de Grote Markt. Dit werd hem echter geweigerd en in mei 1913 werd daarop waarschijnlijk zijn inventaris geveild. Een jaar later overleed Von Kolkow.
Zijn microfoto's en fotolithografieën zijn voor zover bekend niet bewaard gebleven. Een aantal glasnegatieven van stadsgezichten en stadspoorten werden in 1921 door het Groningse gemeenteraadslid, koffiebrander en amateurfotograaf Gerrit Pieter Smith overhandigd aan het Museum van Oudheden voor de Provincie Groningen. Een aantal andere negatieven van stadspoorten kwamen via fotograaf Piet Kramer terecht bij het Groningse gemeentearchief.

## Enkele foto's

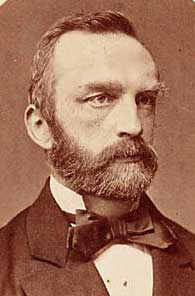
Portretfoto van Wiardus Modderman
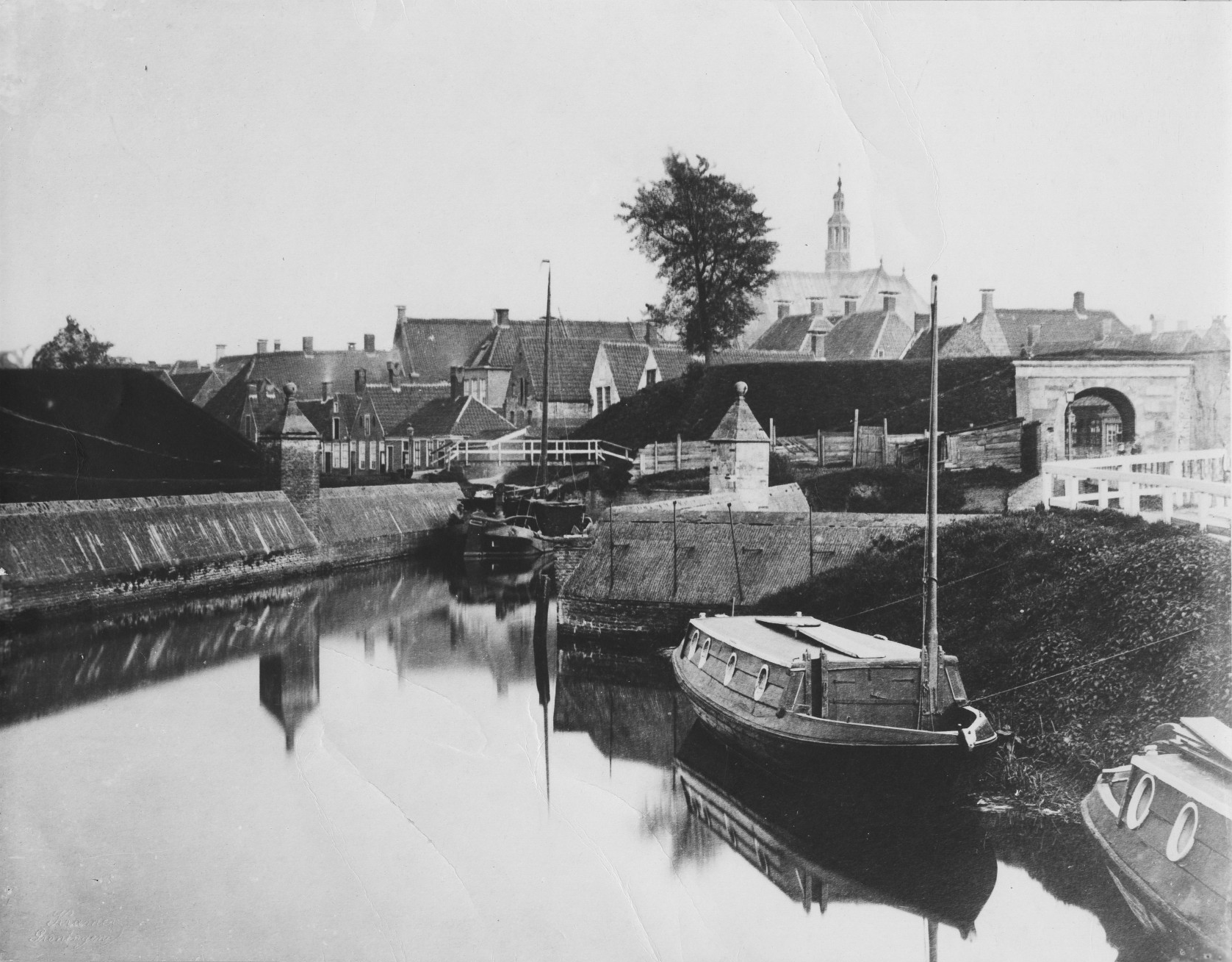
Ebbingepoort
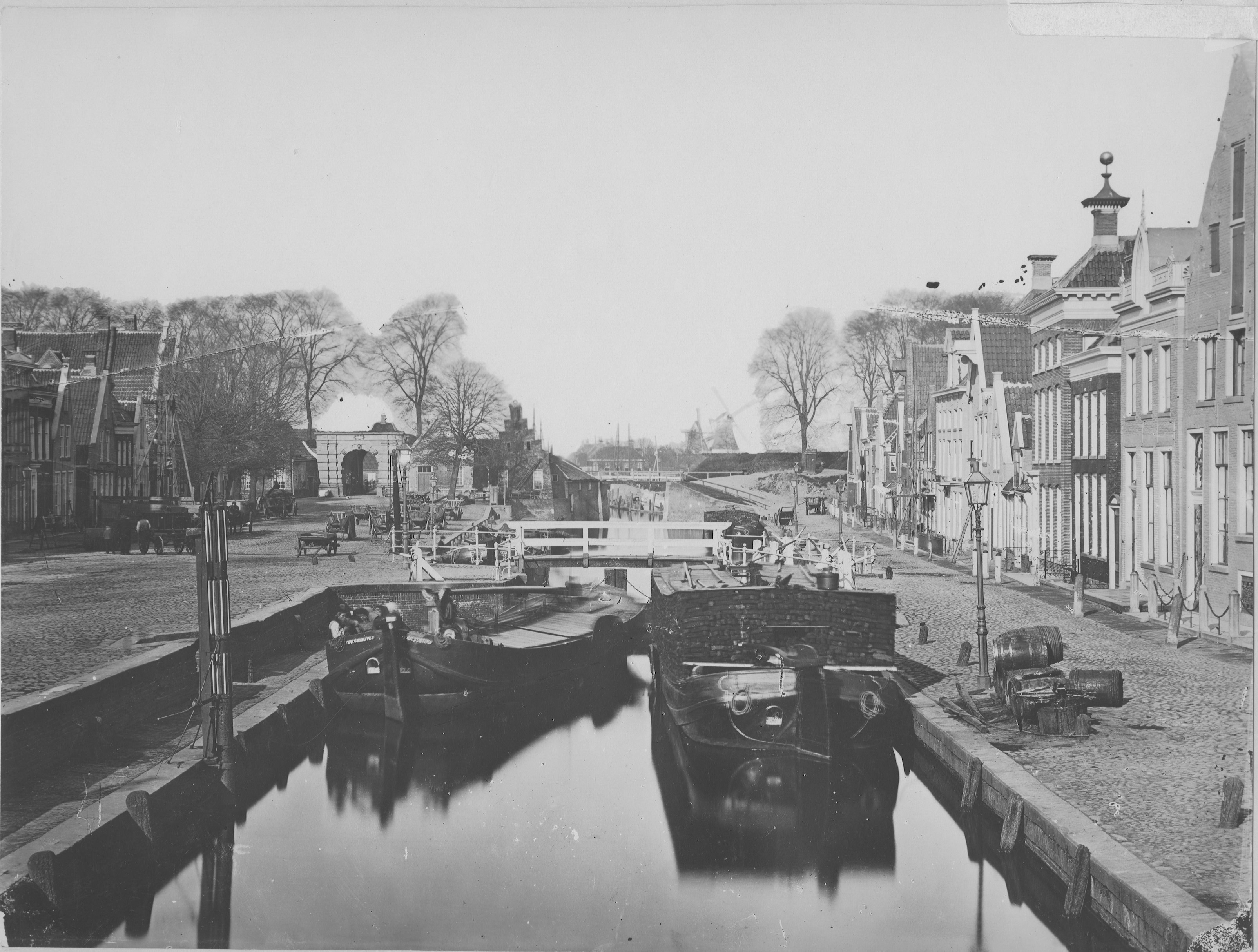
Damsterdiep
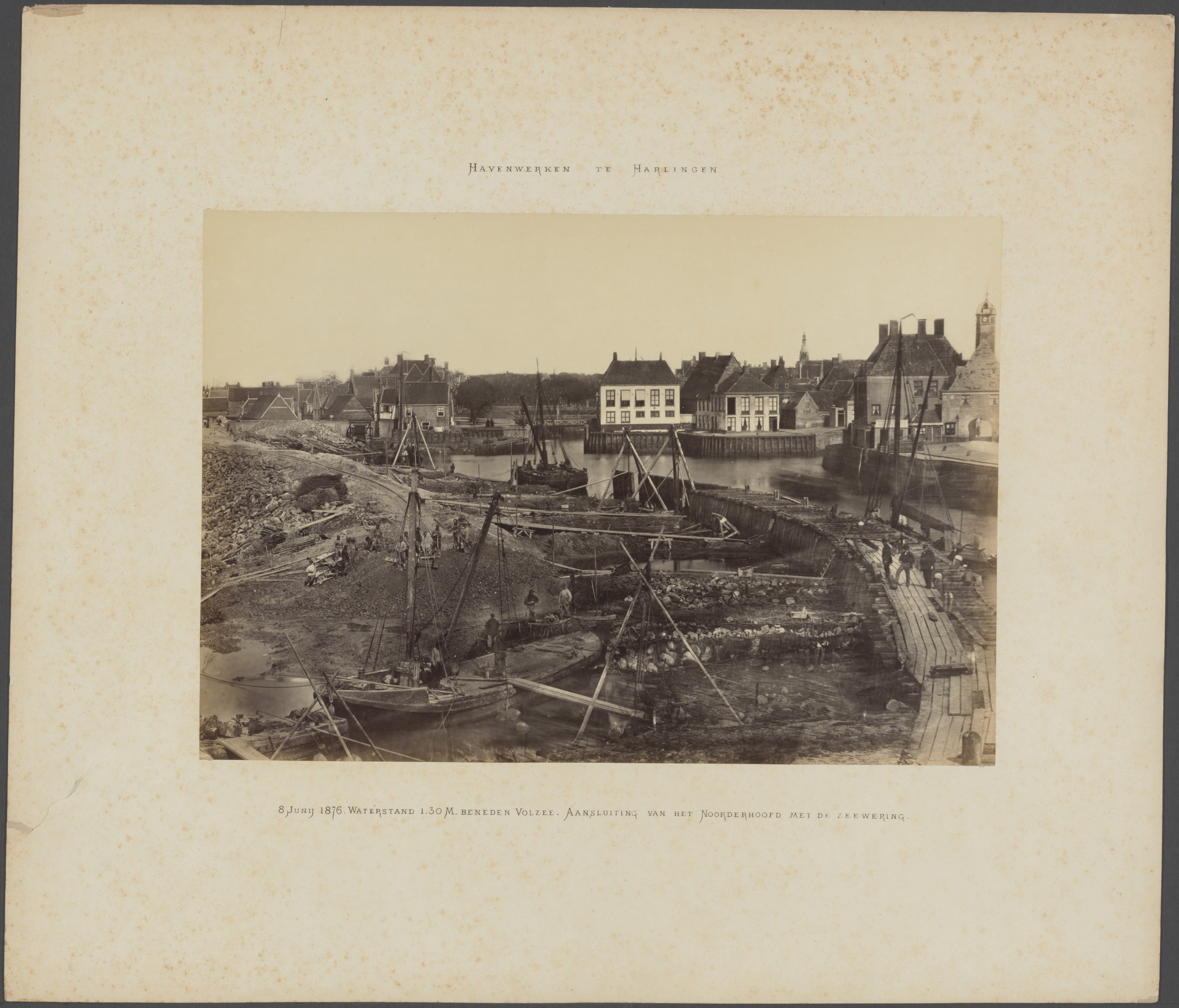
Harlingen 1876

## Titels en onderscheidingen
Von Kolkow verkreeg in totaal bijna 20 prijzen voor zijn werk.
In 1866 behaalde Von Kolkow een zilveren medaille bij een fototentoonstelling van de Amsterdamse Vereeniging voor Volksvlijt. In 1869 won hij ook een bronzen medaille voor zijn inzendingen op de internationale fototentoonstelling van het Groningse departement van de Nederlandse Maatschappij tot bevordering der Nijverheid. Volgens de verslaggever van de Groninger Courant blonk hij daarbij uit door een grote variëteit, waaronder zowel "gewone photografie, als stereoskopischen arbeid, galvanotypie in verbinding met photografie, mikroskopische photografiën, photolithografiën", maar moest hij zich nog wel wat "concentreren" in zijn werk en zich "met de uitkomsten van de litteratuur in zijn vak volkomen vertrouwd [te] maken om 't op eene schoone hoogte te kunnen brengen. Al ontbreekt aan zijn arbeid nu nog het vereischte fini, toch is het zeer prijzenswaardig en verdient het uit meer dan een oogpunt erkenning onder den inlandschen kunstarbeid".
In 1878 kreeg Von Kolkow de 'groote prijsmedaille' op de Wereldtentoonstelling van Philadelphia voor de door hem gemaakte microfotografische opnamen van microscopische preparaten. Het apparaat dat deze opnamen gemaakt had, werd dat jaar door Von Kolkow ook tentoongesteld bij het 75-jarig bestaan van het Natuurkundig Genootschap, waarbij hij ook lichtbeelden van de microscopische preparaten vertoonde. Voor het Natuurkundig Genootschap verzorgde Von Kolkow meerdere lezingen. In 1890 werd hij benoemd tot erelid.
In 1878 kreeg Von Kolkow ook toestemming om de titel van 'hoffotograaf van koning Willem III' te voeren. In 1873 noemde hij zich reeds 'hoffotograaf van Z.K.H. Prins Hendrik der Nederlanden'. In 1888 kreeg hij een gouden ring met briljant als dank voor zijn fotoportretten van de Russische tsaar Alexander III. In 1904 kreeg hij via het Ministerie van Buitenlandse Zaken een staatsmedaille van grootvorst Michaël voor zijn inzending op de Tentoonstelling voor Kunst en Wetenschappelijke Photographieën in Sint-Petersburg.
In 1894 was hij jurylid bij een internationale tentoonstelling die door de Groningse Amateur Photographen Vereeniging 'Daguerre' was opgezet. Daardoor kon hij zelf niet meedingen naar de prijzen, maar zijn inzending 'buiten mededinging', waaronder kleurenfoto's die waren vervaardigd met het Lippmannproces, kreeg hij wel een erediploma. Zijn inzending van wetenschappelijke opnamen voor een tentoonstelling van de Geldersche Amateur-Fotografen Vereeniging in Arnhem leverde hem hetzelfde jaar een 'diploma van verdienste' op. Het Tijdschrift voor Photographie prees zijn inzending volgens het proces van Lippmann met de woorden: "Het was meer dan verrassend deze spectra bij schuin opvallend licht te aanschouwen en de bloeiende rozetakken of bonte vogels in natuurlijke kleuren als foto's voor ogen te zien, is, zouden wij bijna zeggen, nog grooter wonder dan de uitvinding der fotografie zelve."
In 1905 werd zijn werk bekroond met een gouden medaille op de wereldtentoonstelling in Luik.